# Ferdinand Dahl
Ferdinand Dahl (* 17. Juli 1998) ist ein norwegischer Freestyle-Skier. Er startet in den Disziplinen Slopestyle und Big Air.

## Werdegang
Dahl nahm in der Saison 2014/15 am NOR Freeski Cup teil und belegte dabei zweimal den zweiten und einmal den ersten Platz. Bei den Juniorenweltmeisterschaften 2015 in Chiesa in Valmalenco errang er den 48. Platz im Slopestyle. Sein Debüt im Freestyle-Skiing-Weltcup hatte er im Januar 2017 in Font Romeu, das er auf dem 59. Platz im Slopestyle beendete. Im folgenden Monat siegte er im Slopestyle beim Nor Freeski Cup in Trysil und errang in Hovden den dritten Platz im Slopestyle. Ende März 2017 erreichte er in Voss mit dem dritten Platz im Big Air seine erste Podestplatzierung im Weltcup. Nach vier Platzierungen außerhalb der ersten Zehn im Weltcup zu Beginn der Saison 2017/18, wurde er beim Weltcup in Font Romeu und in Snowmass jeweils Zweiter im Slopestyle. Es folgten ein dritter Platz in Silvaplana und erreichte zum Saisonende den 16. Platz im Gesamtweltcup und den zweiten Rang im Slopestyle-Weltcup. Bei den Winter-X-Games 2018 errang er den 14. Platz im Slopestyle und bei den Olympischen Winterspielen 2018 in Pyeongchang den achten Platz im Slopestyle. Im Mai 2018 kam er bei den X-Games Norway in Fornebu auf den 14. Platz im Big Air.